# Калинівка (Прибузька сільська громада)
Кали́нівка (МФА: [kɐˈɫɪɲiu̯kɐ] ( прослухати)) — село в Україні, у Прибузькій сільській громаді Вознесенського району Миколаївської області. Населення становить 9 осіб. До 2017 року орган місцевого самоврядування — Богданівська сільська рада.

## Населення

### Мова
Розподіл населення за рідною мовою за даними перепису 2001 року:
| Мова       | Кількість | Відсоток |
| ---------- | --------- | -------- |
| українська | 9         | 100%     |